# Glacier de Covagnet
Le glacier de Covagnet est un glacier de France situé dans le massif du Mont-Blanc, sur les communes des Contamines-Montjoie et de Saint-Gervais-les-Bains.
Le glacier nait sur l'ubac des dômes de Miage à près de 3 700 mètres d'altitude et s'écoule vers le nord-ouest en direction des chalets de Miage. Il est entouré au nord-est par le glacier de Miage, à l'est par le glacier du Col des Dômes, au sud-est par le glacier de Tré-la-Tête sur l'autre versant des dômes de Miage et au sud par le glacier d'Armancette.

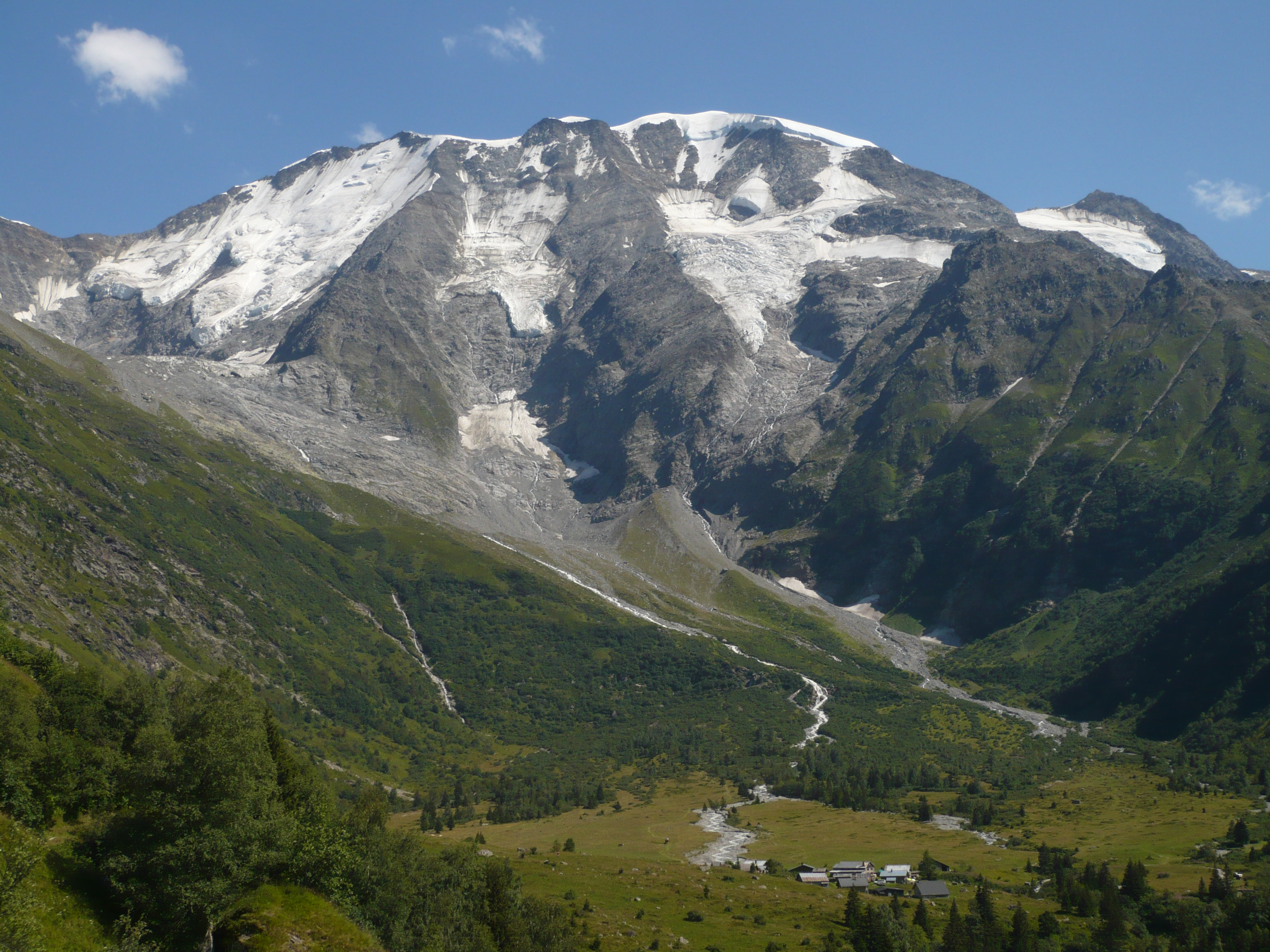
Vue de l'ubac des dômes de Miage depuis les chalets de Miage au nord-ouest avec le glacier de Covagnet (centre droit de l'image).